# Рангпур (округ)
Рангпур (бенг. রংপুর জেলা, англ. Rangpur District) — округ на севере Бангладеш, в области Рангпур. Административный центр — город Рангпур. Площадь округа — 2308 км². По данным переписи 2001 года население округа составляло 2 534 365 человек. Уровень грамотности взрослого населения составлял 26,7 %, что значительно ниже среднего уровня по Бангладеш (43,1 %). Религиозный состав населения: мусульмане — 89,60 %, индуисты — 9,59 %.

## Административно-территориальное деление
Округ делится на 8 подокругов (upazila):
1. Бадаргандж (Бадаргандж)
2. Гангачара (Гангачара)
3. Кауниа (Кауния)
4. Рангпур-Садар (Рангпур)
5. Пиргачха (Пиргачха)
6. Пиргандж (Пиргандж)
7. Тарагандж (Тарагандж)
8. Митхапукур (Митхапукур)